# Mutinerie de Cattaro
La mutinerie de Cattaro s'est produite pendant la Première Guerre mondiale. Les marins de la marine austro-hongroise (k.u.k. Kriegsmarine) dans la baie adriatique de Cattaro (aujourd'hui : Kotor, Monténégro), qui appartenait à l'époque à l'Autriche-Hongrie, l'ont déclenchée le 1er février 1918. La mutinerie est restée isolée et a dû être abandonnée après trois jours en raison de l'arrivée de troupes loyales. Quatre marins ont ensuite été exécutés conformément à la loi navale. 
L'historien naval Halpern dépeint cet événement comme la dernière victoire de la monarchie austro-hongroise sur les forces sociales qui allaient finir par la submerger.

## Le contexte historique
Au début de l'année 1918, le mécontentement à l'égard de la situation alimentaire, des conditions politiques, ainsi que la lassitude de la guerre avaient encore augmenté. Après la révolution russe d'octobre 1917 et l'offre de paix des bolcheviks, de larges cercles, notamment de la classe ouvrière, craignent que le commandement suprême de l'armée allemande ne mette en péril la paix espérée sur le front oriental en formulant des exigences excessives. En signe de protestation, le Jännerstreik (grève austro-hongroise de janvier 1918) se produit avec plus de 700 000 participants dans toute l'Autriche-Hongrie. Des conseils ouvriers sont formés, qui réclament également un meilleur approvisionnement, l'abolition de la censure, la fin de la loi martiale et l'introduction de la journée de huit heures. La vague de grève atteint également l'arsenal naval de Pola. Après la fin de la plupart des grèves dans la Monarchie le 21 janvier, le travail reprend également à Pola le 28 janvier. Vraisemblablement ignorants de la fin des actions, les marins des navires de guerre ancrés à Cattaro décident d'organiser une manifestation, dont ils espèrent qu'elle donnera une nouvelle impulsion au mouvement.
La base de Cattaro, située au sud de l'Autriche-Hongrie, revêt une importance stratégique particulière lorsque le Mont Lovćen, situé sur le territoire monténégrin et surplombant la baie, est conquis en 1916 lors de l'occupation du Monténégro et de l'Albanie du Nord. Cattaro devient alors une importante base d'opérations contre le barrage d'Otrante, une base pour la guerre sous-marine en Méditerranée et pour le ravitaillement du front des Balkans. À cette fin, outre les destroyers, les torpilleurs et les sous-marins (également allemands), toute la flottille de croiseurs sous le navire amiral (autrichien : "Flaggenschiff") " SMS Sankt Georg " ainsi que la Ve division y sont déployés.

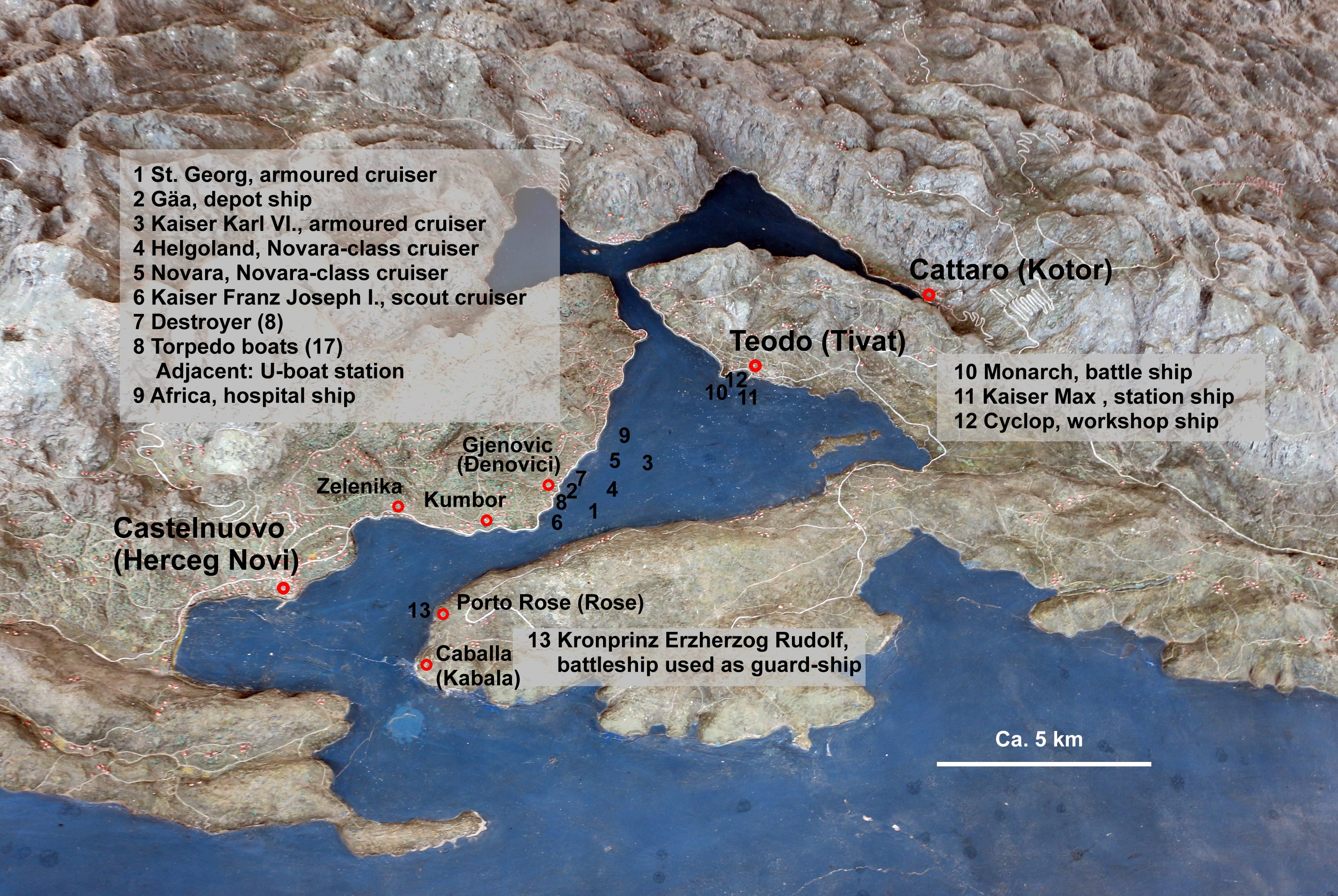
Navires de guerre et leurs positions dans la baie de Cattaro en février 1918

Les destroyers, les torpilleurs et les sous-marins ainsi que les modernes "Rapidkreuzer" (croiseurs rapides) portent la charge principale de la guerre navale, tandis que les grands navires restent le plus souvent à l'ancre, car - comme dans l'Empire allemand - le risque de destruction de la flotte semble trop grand (flotte de dissuasion). C'est également une raison importante pour les tensions croissantes entre les officiers et les équipages à bord de ces unités,. Les équipages se sentaient injustement et durement traités par leurs supérieurs. Ils se plaignaient d'exercices insensés, de punitions strictes en cas de nullité, d'insultes, d'humiliations de la part d'officiers souvent jeunes, de rations médiocres contrairement aux officiers, d'uniformes déchirés, du peu de congés à domicile. De nombreux membres d'équipage étaient des métallurgistes de formation et étaient entrés en contact avec les idées du mouvement ouvrier social-démocrate. Ils réclament des réformes démocratiques. La position privilégiée perçue des officiers alimente également le soupçon qu'ils ne sont pas intéressés par la paix, mais veulent prolonger la guerre, alors que les soldats ordinaires et leurs familles doivent subir de grandes privations,.

## Déroulement des événements

### Le premier jour du soulèvement, le 1er février 1918
Le soulèvement, qui avait apparemment été préparé par divers groupes informels, a commencé à partir du navire amiral "SMS Sankt Georg" le 1er février 1918 vers midi.

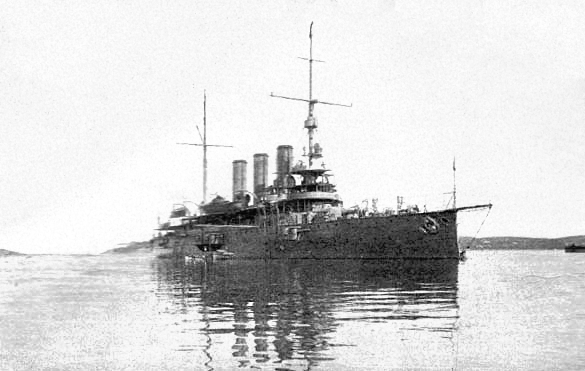
Le SMS Sankt Georg

Les officiers ont déjeuné dans leur mess. L'équipage s'arme, tire un coup de canon et hisse un drapeau rouge. Le second capitaine (autrichien : "Gesamt Detail Offizier") Zipperer, qui s'est précipité[incompréhensible] sur le pont, a reçu une balle dans l'os temporal. L'assistance médicale a d'abord été dépêchée avant qu'il puisse être emmené à l'hôpital du navire. En outre, un sous-officier a été touché à la poitrine et un marin a été blessé par une balle qui a ricoché. Des coups de feu ont également été tirés sur le commandant du navire, mais sans l'atteindre. À la demande de l'équipage, le commandant du navire a fait venir sur le pont le contre-amiral Hansa, commandant de la flottille de croiseurs. Anton Grabar a exigé la fin immédiate de la guerre selon les Quatorze Points de Woodrow Wilson et il s'est plaint des mauvais traitements infligés surtout aux jeunes cadets et des rations insuffisantes. Les officiers ont maintenant reçu l'ordre de manger la même nourriture que l'équipage. 
Un autre centre d'action se trouvait à bord du Gäa. Le Gäa était un navire de dépôt et d'atelier avec à son bord un grand nombre de travailleurs âgés, qui étaient entrés en contact avec les idées sociales-démocrates de manière plus intensive.

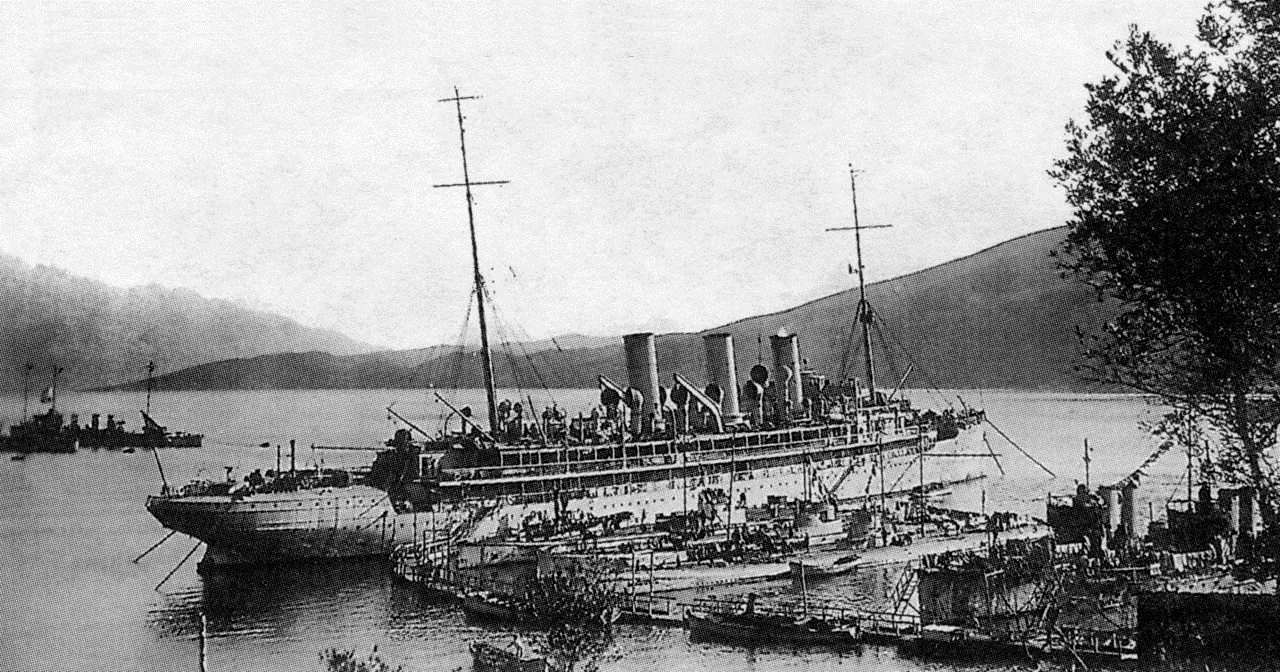
Le SMS Gäa avec des torpilleurs et des sous-marins dans la baie moyenne de Cattaro, au large de Gjenovi (Đenovići).

Le mouvement se propage rapidement. Le drapeau rouge fut hissé sur tous les grands navires. Ce n'est que sur les navires plus fréquemment envoyés à la guerre, sur lesquels les équipages étaient donc beaucoup mieux traités par les officiers, qu'il rencontra de l'inconfort (sur les croiseurs rapides) ou de la résistance (sur les destroyers, torpilleurs et sous-marins). Sous la menace des croiseurs blindés de prendre les navires sous le feu, certaines des plus petites unités, en partie avec l'accord de leurs commandants, hissent le drapeau rouge.
Le destroyer SMS Csepel avait auparavant reçu un ordre de départ pour 15 heures, afin d'escorter un convoi vers Durrës. Le commandant a fait allumer les chaudières. Sur ce, le Gäa a signalé qu'en cas de sortie de la baie, le feu serait ouvert. Le commandant du Csepel, cependant, ordonne de larguer les amarres et menace de torpiller le Sankt Georg. Le Sankt Georg et le Gäa ont alors tiré un coup de canon chacun. Lorsque le Csepel s'est néanmoins rapproché, le chef d'état-major du Sankt Georg a ordonné au Csepel de retourner à son poste d'amarrage,.
Au total, une trentaine de navires de guerre et environ 3 000 à 4 000 hommes, sur un total de 5 000 membres du personnel naval à Cattaro, ont pris part au soulèvement. La base sous-marine, le magasin télégraphique, le commandement des mines de la marine et la station aéronavale de Kumbor, ainsi que la batterie de réserve de Gjenović (aujourd'hui Đenovići) et la station navale de Caballa ont également été impliqués.
À la place des officiers, des conseils de marins ou des comités d'équipage, généralement désignés par acclamation, prirent le relais et continuèrent à organiser le service de manière normale. Un comité central a été formé sur le SMS Sankt Georg. Dans la soirée, le comité a remis au commandant de la flottille de croiseurs, le contre-amiral Alexander Hansa, une note contenant les revendications des équipages, qui contenait à la fois des points politiques généraux et des points spécifiques aux équipages :
"Ce que nous voulons
1. Des mesures pour initier une paix générale immédiate.
2. Indépendance politique totale vis-à-vis des autres puissances.
3. Paix basée sur la proposition démocratique russe, "sans annexion, etc.".
4. Désarmement complet (démobilisation) et établissement de la milice volontaire.
5. Droit à l'autodétermination des peuples.
6. Une réponse de bonne foi à la note de Wilson.
7. Soutien accru et nourriture et vêtements adéquats pour les parents des conscrits.
8. Démocratisation du gouvernement.

-----------------------------
1. En raison de la malnutrition, omettre tout travail et exercice inutile. Pour les Korvees[A 3] allocation alimentaire séparée.
2. Congés à terre plus nombreux et de plus longue durée.
3. Congés dans les foyers strictement dans les 6 mois une fois dans la durée de 21 jours sans jours de voyage. Mêmes conditions pour le personnel.
4. Introduction d'un transport humain et plus rapide pour les personnes en congé, augmentation de l'indemnité d'embarquement pour le congé dans les foyers et éventuellement livraison de la nourriture en nature.
5. Distribution équitable de la nourriture du navire. Même nourriture pour le personnel et l'équipage.
6. Meilleur approvisionnement en matériel pour fumer, identique pour le personnel et l'équipage.
7. Abolition de la censure des lettres.
8. Prise en compte des besoins particuliers de chaque navire et bateau.
9. Aucune conséquence d'aucune sorte pour cette manifestation.

Délégations de marins de toutes les unités."
Les rebelles ont envoyé des patrouilles à terre pour persuader d'autres unités de se joindre à eux. Une patrouille du Gäa amarré au large de Gjenović a tenté de persuader par la menace les équipages des torpilleurs et sous-marins voisins de se joindre à eux, mais sans grand succès. Ils sont en partie soutenus par la population locale, qui jette des pierres sur les navires. La patrouille du Sankt Georg était accompagnée d'un officier désigné par le contre-amiral Hansa. Hansa espérait ainsi diriger le mouvement en eaux calmes et pouvoir le régler par des négociations. Il avait assuré aux rebelles, à l'exception de ceux qui avaient utilisé des armes, qu'ils resteraient impunis si le soulèvement prenait fin. Selon l'évaluation de Plaschka, les membres de la marine avaient "réalisé ce jour-là une percée unique".
Le commandant du port naval de Castelnuovo, le "Feldzeugmeister" Guseck, commandant de l'armée locale, avait été informé du déroulement des événements par Hansa via une ligne téléphonique que les insurgés n'ont contenue que le lendemain. Guseck a mis en place des contre-mesures globales, dont l'ordre de faire venir des forces navales lourdes de Pola ainsi que de l'infanterie de la région. Les sous-marins allemands ont navigué dans la baie intérieure dans la soirée, ce qui a été perçu comme une menace par les insurgés.

### Deuxième jour de l'insurrection, 2 février 1918
Le matin, l'ultimatum de Guseck a été présenté au comité central : tous les équipages devaient revenir à l'ordre et à la discipline dans les trois heures, sinon l'ordre serait rétabli par tous les moyens.
Le comité central a toutefois présenté de nouvelles exigences à Hansa, notamment
"2. accord avec les facteurs des deux chambres de la Chambre des députés. En outre, dans un délai de 14 jours, les députés (ou leurs représentants) devraient arriver à la Bocche [baie de Kotor] pour une communication directe avec les délégués de la marine."
Un sous-officier supérieur, le "Titularbootsmann" František Rasch du service d'éclairage de Kumbor servait désormais de porte-parole du comité central. Hansa a promis une considération bienveillante et a renouvelé son offre d'immunité de poursuites en cas de cessation du mouvement. Cela a donné lieu à des discussions animées sur le "Sankt Georg", car beaucoup voulaient abandonner.

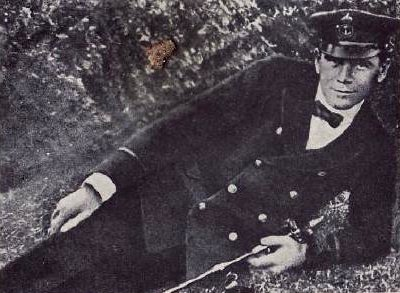
František Rasch

Finalement, le seul officier qui s'était mis à la disposition du mouvement, l'élève-officier de marine Anton Sesan du département d'aviation navale de Kumbor, que Rasch avait convaincu de diriger l'action, réussit à convaincre l'équipage de persévérer. Les délégués sont maintenant retournés à leurs navires et à leurs postes. Hansa s'arrange pour que l'ultimatum soit prolongé. L'une des conditions était qu'aucun mouvement de navires n'aurait lieu.
Sesan suggère que les navires risquent une avancée dans la mer Adriatique afin d'attirer l'attention internationale et d'encourager les équipages des autres nations à agir également. Rasch, cependant, comptait sur les troupes en approche pour faire preuve de solidarité. La flotte est restée dans la baie,.. Plaschka voit en Rasch l'élément déterminant de la révolte, qui a aussi clairement abordé la perspective sociale-révolutionnaire dans ses commentaires à Hansa : "que le système en place dans l'État doit être renversé" .
Vers 14 heures, le comité d'équipage du "SMS Kronprinz Erzherzog Rudolf", qui avait été déployé comme navire de garde à l'entrée du port au large de Porto Rose, a décidé de se déplacer vers la deuxième baie intérieure du Teodo pour rejoindre les autres navires rebelles. Au cours de ce processus, le navire a essuyé les tirs d'une batterie terrestre. Deux marins sont morts, dont le quartier-maître de deuxième classe Sagner, un leader important du navire. Cette action, qui était destinée à remonter le moral des insurgés, a provoqué une grande consternation dans leurs rangs.
Après que les délégués du croiseur rapide "Novara" soient revenus du navire-amiral à leur navire, l'équipage a voté pour garder également le drapeau rouge. Mais le commandant est passé outre leur décision et a ordonné au navire de naviguer dans la baie intérieure. Ce faisant, il a permis aux marins qui craignaient d'être déchirés entre les deux forces de quitter le navire. En passant devant le "SMS Kaiser Karl VI", qui n'était pas loin, le drapeau rouge a été abaissé. La menace des rebelles de tirer sur les navires qui abandonnaient la lutte n'a pas été mise à exécution. Plus tard, l'autre croiseur rapide "SMS Helgoland", les torpilleurs et les destroyers ont suivi. Un nouveau front contre les navires révoltés avait émergé dans la baie intérieure. Les commandants des sous-marins allemands étaient également prêts à torpiller les navires rebelles si nécessaire.
Pendant la nuit, le comité central des marins a essayé d'envoyer deux télégrammes par radio au Dr. Victor Adler à Vienne et au comte Károlyi à Budapest. Il leur était demandé de demander au gouvernement d'intervenir immédiatement, car, selon le comité, l'avancée de l'infanterie pouvait provoquer une agitation générale dans l'armée austro-hongroise. Cependant, le comité a dû s'en remettre à l'émetteur terrestre du commandement du port naval. Les stations à bord avaient été manipulées par les opérateurs spécialisés, de sorte que la portée était fortement limitée. Guseck n'a pas laissé passer les télégrammes,.

### Le troisième et dernier jour du soulèvement, 3 février 1918
Dans la matinée, à 7h30, la 3e division de Pola avec les Erzherzog Ferdinand Max, Erzherzog Friedrich et le Erzherzog Karl ainsi que des torpilleurs et des destroyers entrèrent dans la baie extérieure de Cattaro. L'ultimatum avait finalement été fixé à 10 heures. Sur les navires restants avec des drapeaux rouges, de plus en plus de membres d'équipage voulaient abandonner.

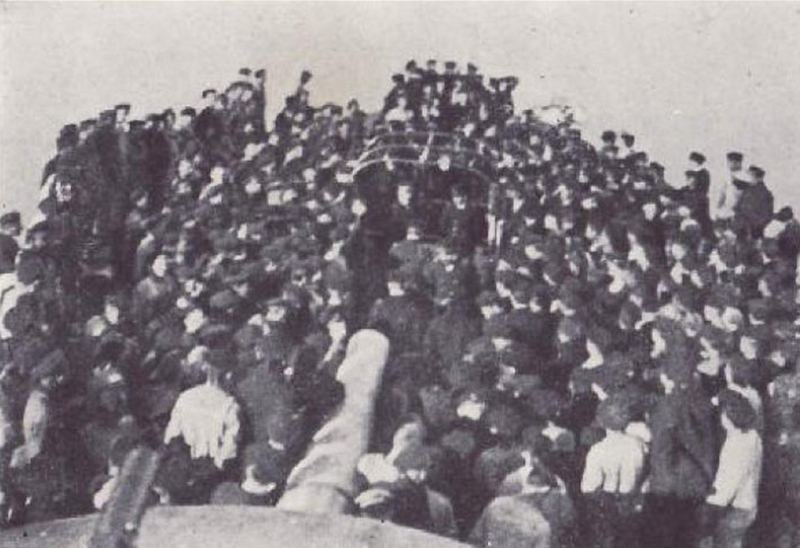
Selon la description de Veselý et les Archives militaires centrales de Prague, la photo montre l'équipage rassemblé à la poupe du Sankt Georg lors de la reddition le 3 février 1918 à 10 heures. Au milieu, on peut voir le commandant du navire, Scheibenhain. Cependant, la description ne peut pas être considérée comme entièrement fiable, car aucune source n'est indiquée.

Rasch et Sesan ont essayé dans la matinée de persuader l'équipage du Gäa de persévérer, mais ils n'ont plus réussi à convaincre la plupart d'entre eux. Sesan est allé à l'aérodrome. Rasch est retourné au Sankt Georg. Là, l'équipage a demandé à voter à nouveau et il est apparu que très peu étaient encore en faveur de la poursuite du soulèvement. Rasch ordonna de baisser le drapeau rouge et se présenta au contre-amiral Hansa comme prisonnier. Par la suite, les quelques navires restants ont également abandonné le drapeau rouge ; la rébellion a pris fin. Sesan réussit à s'échapper vers l'Italie avec un avion en compagnie de Gustav Stonawski, qui avait présidé le comité central, et d'un autre sous-officier.

## Traitement juridique
Le même jour, le débarquement et la détention des membres de l'équipage classés par les commandants comme "éléments irresponsables" ont commencé. Il n'y avait pas de politique uniforme, de sorte que même les membres du comité qui avaient agi dans l'intérêt des officiers, ainsi que les membres d'équipage qui n'avaient pas rejoint le soulèvement mais étaient généralement considérés comme peu fiables, figuraient parmi les 678 personnes arrêtées. Peter Fitl a examiné les procédures de plus près dans une publication parue en 2018.

### La cour martiale d'urgence
Guseck, le commandant du port naval, avait été chargé des poursuites. Il a sélectionné 40 personnes pour la cour martiale. Il a exigé une condamnation rapide. Le procès a commencé le 7 février et ne doit pas durer plus de trois jours. L'accusation était l'insurrection. Les accusés se sont vus attribuer quatre officiers comme avocats de la défense. L'avocat civil, le Dr Mitrović, n'est arrivé qu'à la fin du dernier jour du procès. Après une protestation de la défense selon laquelle le "Präklusivfrist" (délai d'expiration) avait été dépassé, le tribunal a déclaré qu'il n'était pas compétent pour 18 accusés. Fitl critique qu'en cas d'expiration effective (ce qui ne peut être déterminé de nos jours), cela aurait dû s'appliquer à tous les prévenus. La défense a tenté de décliner la responsabilité des prévenus : contrainte des circonstances, emportés par les autres, peur des tirs d'artillerie de Sankt Georg, Gäa, Monarch. Une question importante était de savoir qui avait utilisé des armes. Dans le cas de l'officier en chef du "St. Georg", Zipperer, il n'a pas été possible de clarifier hors de tout doute, ni lors de la cour martiale, ni plus tard lors de la cour martiale ordinaire, si Šižgorić ou Ujdur ou les deux avaient tiré sur lui. Les avocats de la défense ont protesté lorsque, le dernier jour du procès, plusieurs témoins qui avaient été convoqués n'ont pas été entendus. Ils souhaitaient également entendre d'autres témoins en faveur des accusés. Ces demandes ont été rejetées, probablement aussi parce que le tribunal était pressé par le temps.
Finalement, six hommes ont été reconnus coupables du crime d'insurrection ; parmi eux, František Rasch, Anton Grabar, Jerko Šižgorić et Mate Berničevič ont été condamnés à la peine capitale, Franz Bajzel et Ludwig Szekacs ont été condamnés à une peine d'emprisonnement aggravée (dix et cinq ans respectivement), et deux hommes ont été acquittés. Les autres ont été remis à la cour martiale. Le même jour, les juges ont délibéré sur une demande de grâce adressée à Guseck pour les condamnés à mort (une procédure courante selon Fitl), et la majorité a voté en faveur. Guseck a rejeté cette demande et a confirmé les condamnations à mort le 10 février.
L'avocat civil Dr Mitrović envoya un appel à la clémence à l'empereur, qu'il justifia entre autres par le déroulement inéquitable du procès. L'empereur n'a pas répondu. L'exécution sommaire eut lieu tôt le matin du 11 février 1918, sous les murs du cimetière du village voisin de Škaljari. Ils ont été enterrés dans une fosse commune.

### Enquêtes
Les commandants de navire pouvaient à nouveau signaler des accusés potentiels pour la cour martiale. Dans certains cas, cela s'est traduit par une augmentation, dans d'autres cas, par une réduction du nombre de personnes par rapport aux rapports précédents. Au total, 45 personnes ont été ajoutées aux 678 personnes arrêtées. Mais Guseck a décidé que seules 392 personnes devaient être interrogées.
Les interrogatoires ont commencé en avril. L'obligation de présenter une copie écrite du mandat d'arrêt et de l'ordre d'enquête préliminaire n'a pas été respectée. Les personnes arrêtées n'ont pas non plus été informées de la possibilité de déposer une plainte. Les enquêtes ont été menées par dix avocats militaires ("Auditoren"), qui ont également examiné de manière intensive les éventuels éléments à décharge. Les soupçons exprimés par les officiers de marine, selon lesquels l'Entente aurait joué un rôle dans cette affaire ou qu'il y aurait eu une agitation de la part d'agents politiques ou nationaux, se sont avérés sans fondement. En juin, les enquêtes sont terminées et les rapports ("Referate und Anträge") sont présentés. Ils demandaient que 234 des accusés soient inculpés de mutinerie ou d'insurrection et que les 351 autres soient épargnés par les poursuites. Cependant, Guseck a ordonné l'inculpation de 392 personnes, les 193 restantes ont ensuite été libérées, ou dans certains cas disciplinées et dans quelques cas transférées à un autre tribunal.

### Cour martiale
Guseck a émis un acte d'accusation contre 386 accusés à la fin du mois d'août. Fitl soupçonne que l'acte d'accusation initial était vicié. Le procès sous la direction du major Wolf a commencé le 16 septembre 1918 et s'est déroulé dans une usine de sardines à Mulla près de Cattaro. Guseck a accordé à Wolf un procureur général qu'il avait demandé. Cela n'était, selon Fitl, pas compatible avec les idées même contemporaines d'un procès équitable.
Les officiels ont pris des mesures pour que les nouvelles du soulèvement et de la procédure judiciaire ne soient pas divulguées. Cependant, Julius Braunthal, qui était déployé dans la région en tant que lieutenant dans un emplacement d'artillerie, avait déjà réussi en février à informer Victor Adler du SPÖ. Adler s'entretient avec le ministre de la Guerre le 11 février. Le ministre promet d'interdire de nouvelles exécutions. En contrepartie, le SPÖ s'abstient de rendre les événements publics. Ce n'est que le 8 octobre que l'insurrection et les procès devant les tribunaux militaires sont discutés au Reichstag, en raison d'une requête du député slave du Sud, le Dr Anton Korošec. Cédant à la pression croissante de l'opinion publique, l'empereur Karl décide de ne poursuivre le procès que contre 31 "meneurs, délinquants principaux et sous-officiers". Par la suite, 348 personnes ont été acquittées, mais transférées à Pola.
Le 31 octobre, 37e jour d'audience, le procès a été ajourné au 5 novembre. Toutefois, il n'a pas pu être repris en raison de l'évolution de la situation politique. Selon Fitl, il s'agissait d'une situation grotesque, car les nations slaves du Sud s'étaient déjà séparées de la monarchie des Habsbourg ; l'empereur Karl avait remis la flotte à l'État slave du Sud nouvellement fondé ; la cour martiale k.u.k. avait enfin jugé des membres d'équipage de la marine d'un État étranger sur un territoire étranger. Le procès n'a pas été conclu.

## Conséquences
Le commandant en chef de la marine austro-hongroise, l'amiral Maximilian Njegovan, est contraint de demander sa retraite après ces événements. Il est remplacé par Miklós Horthy qui est promu contre-amiral. Le contre-amiral Hansa est également remplacé, le "Sankt Georg" est retiré du service et transformé en navire résidentiel. Alors que l'armée avait été l'adversaire décisif dans ces événements, les incidents dans cette unité se sont également multipliés en 1918. Voir par exemple la mutinerie de Judenburg.

## Réception
Les événements ont reçu peu d'attention de la part du public. Ce n'est que neuf ans plus tard que le journaliste et docteur en philosophie Bruno Frei a publié une étude complète des événements dans le journal Der Abend. Il a eu accès aux copies des procès-verbaux de la cour martiale. Ceux-ci sont aujourd'hui considérés comme perdus. Bien que le travail de Frei soit plutôt propagandiste dans le sens de sa vision du monde socialiste et plus tard communiste, il est donc également intéressant pour les historiens. En outre, certains témoins contemporains se sont maintenant manifestés.

### Monographies
En 1958, le tchèque Jindřich Veselý a publié un petit livre sur les événements : " Povstání v Boce Kotorské " (Soulèvement dans la baie de Kotor). Il a également publié une série de photos en annexe. Selon Fitl, il a trop insisté sur la contribution des marins tchèques. La thèse de Plaschka intitulée "Cattaro-Prag", publiée en 1963, est toujours considérée comme l'ouvrage de référence en langue allemande. L'étude la plus complète et la plus significative à côté a été écrite par le Croate Bernard Stulli : "Ustanka mornara u Boki Kotorskoj (Révolte des marins dans la baie de Cattaro)". Tous deux ont travaillé à partir des dossiers des Archives d'État autrichiennes, qui étaient alors devenues accessibles.
Un livre italien sur les événements (La rivolta di Cattaro) est paru en 1935. L'auteur, Capitano Neri, a détourné les protagonistes pour en faire des pionniers de l'idéologie nationaliste italienne de l'irrédentisme.
Des études importantes en langue anglaise ont été présentées par Sondhaus et Halpern en 2001 et 2003 respectivement.

### Évaluations
Après la Première Guerre mondiale, le soulèvement en Autriche et en Hongrie a été principalement perçu comme subversif et nuisible, tandis que dans les autres États successeurs, on a pu constater une perception plutôt positive. Après la Seconde Guerre mondiale, les États communistes yougoslave et tchécoslovaque, ainsi que l'historiographie marxiste d'Europe de l'Est, ont évalué les événements comme étant à la fois slaves et bolcheviques.
Plaschka est arrivé à la conclusion que les actions à Cattaro avaient été conçues comme une manifestation révolutionnaire. Les drapeaux rouges ont transformé la manifestation en rébellion. Les événements ont révélé une fissure claire dans la structure du pouvoir armé. L'élément déterminant n'était pas tant la question non résolue de la nationalité que la question sociale et politique.
Selon l'historien de la marine Halpern, l'événement ne peut être décrit comme le début de la fin de la monarchie, mais comme sa dernière victoire sur les forces sociales qui allaient finir par la submerger.
En utilisant des sources historiques sélectionnées, Kuhl a comparé le soulèvement de Cattaro avec la mutinerie de Kiel. Il a trouvé des parallèles évidents entre les événements. Mais l'action à Cattaro avait commencé alors que la grande vague de grèves dans le pays venait de se terminer. L'action est donc arrivée trop tard et est restée isolée, contrairement aux événements de Kiel. À Kiel, les marins et les soutiers sont entrés en contact avec une main-d'œuvre et un personnel de la marine à terre qui les ont immédiatement soutenus.

### Romans, histoires, drames
- L'écrivain allemand Friedrich Wolf (1888-1953) a écrit en 1930 le drame "Die Matrosen von Cattaro", basé sur le livre de Bruno Frei.
- La journaliste et historienne Eva Priester traite du soulèvement dans le récit "Begegnung im Morgengrauen" (rencontre à l'aube). Cette histoire est incluse dans le volume :"Vom Baume der Freiheit. Sechs historische Erzählungen." (De l'arbre de la liberté. Six récits historiques.) Globus-Verlag (maison d'édition communiste autrichienne), Vienne 1955.
- L'écrivain ouvrier Franz Xaver Fleischhacker, qui a assisté au soulèvement à bord d'un torpilleur, a écrit le roman : "Cattaro. Roman aus den letzten Tagen der k.u.k. Kriegsmarine." (Roman des derniers jours de la k.u.k. Kriegsmarine). Globus-Verlag, Vienne 1957[A 10].

### Commémoration
Devant le cimetière de Škaljari, à environ 15 minutes de marche de Kotor (Cattaro), se trouve un mémorial. À cet endroit, sous le mur du cimetière, les quatre marins ont été exécutés.
Il y a des plaques sur le palais de justice et sur la prison de Kotor qui font référence aux événements et aux marins exécutés.

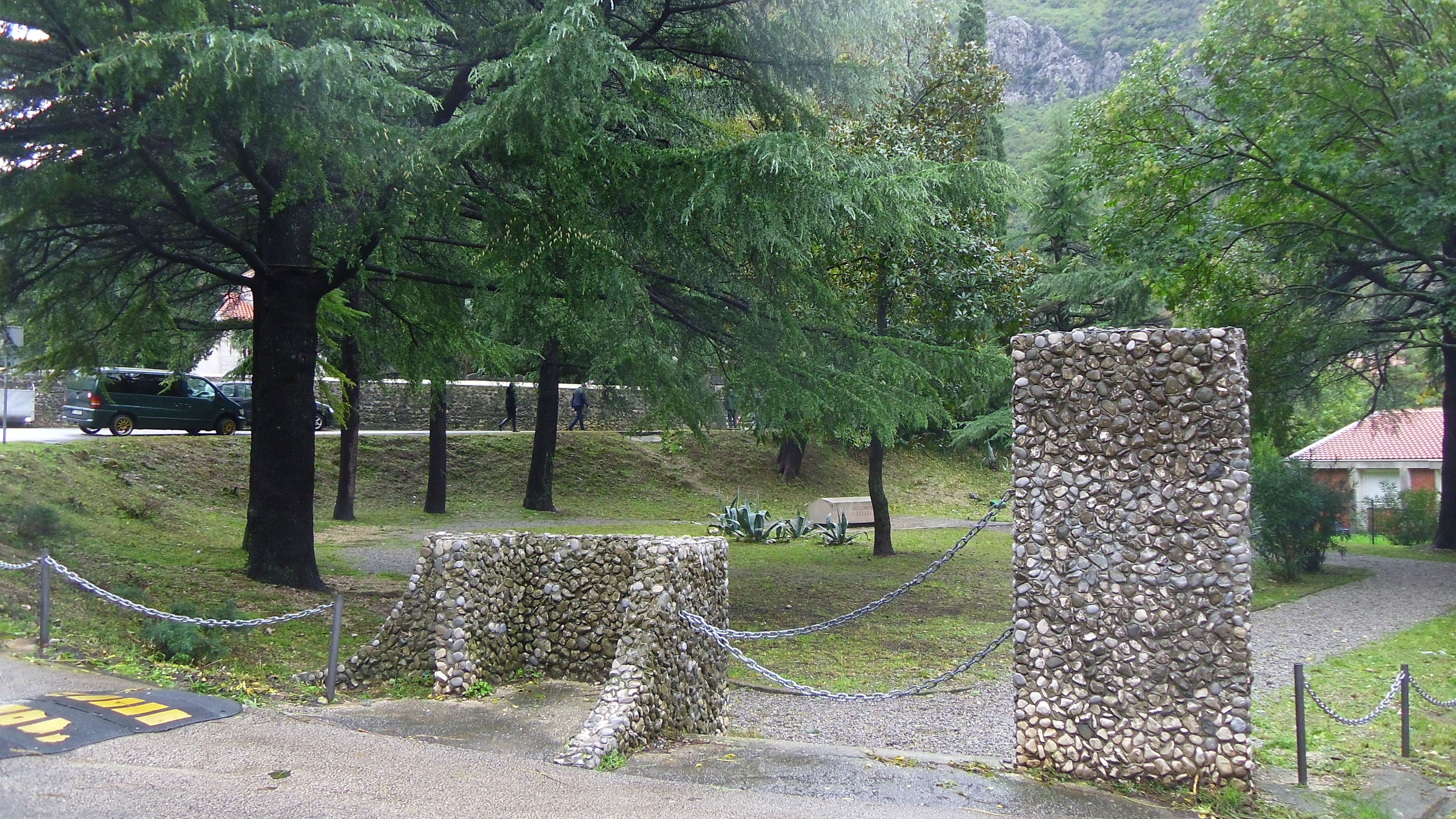
Mémorial en face du cimetière de Škaljari, à environ 15 minutes de marche de Kotor (Cattaro). À cet endroit, sous le mur du cimetière, les quatre marins ont été exécutés.
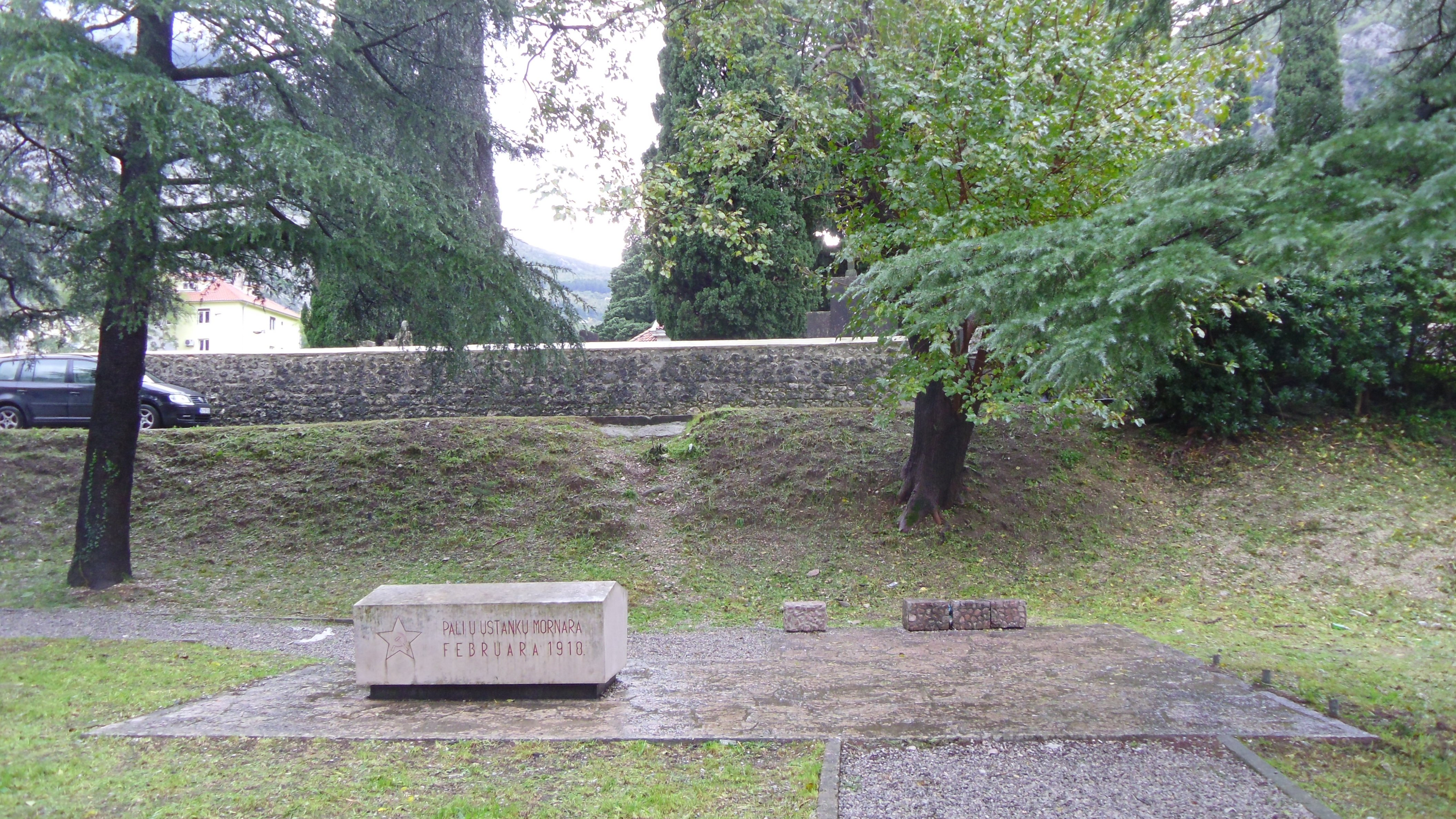
Pierre commémorative dans le site du mémorial, face avant avec l'inscription : "Pali u ustanku mornara Februara 1918" (en croate : ils sont tombés lors de la révolte des marins en février 1918).
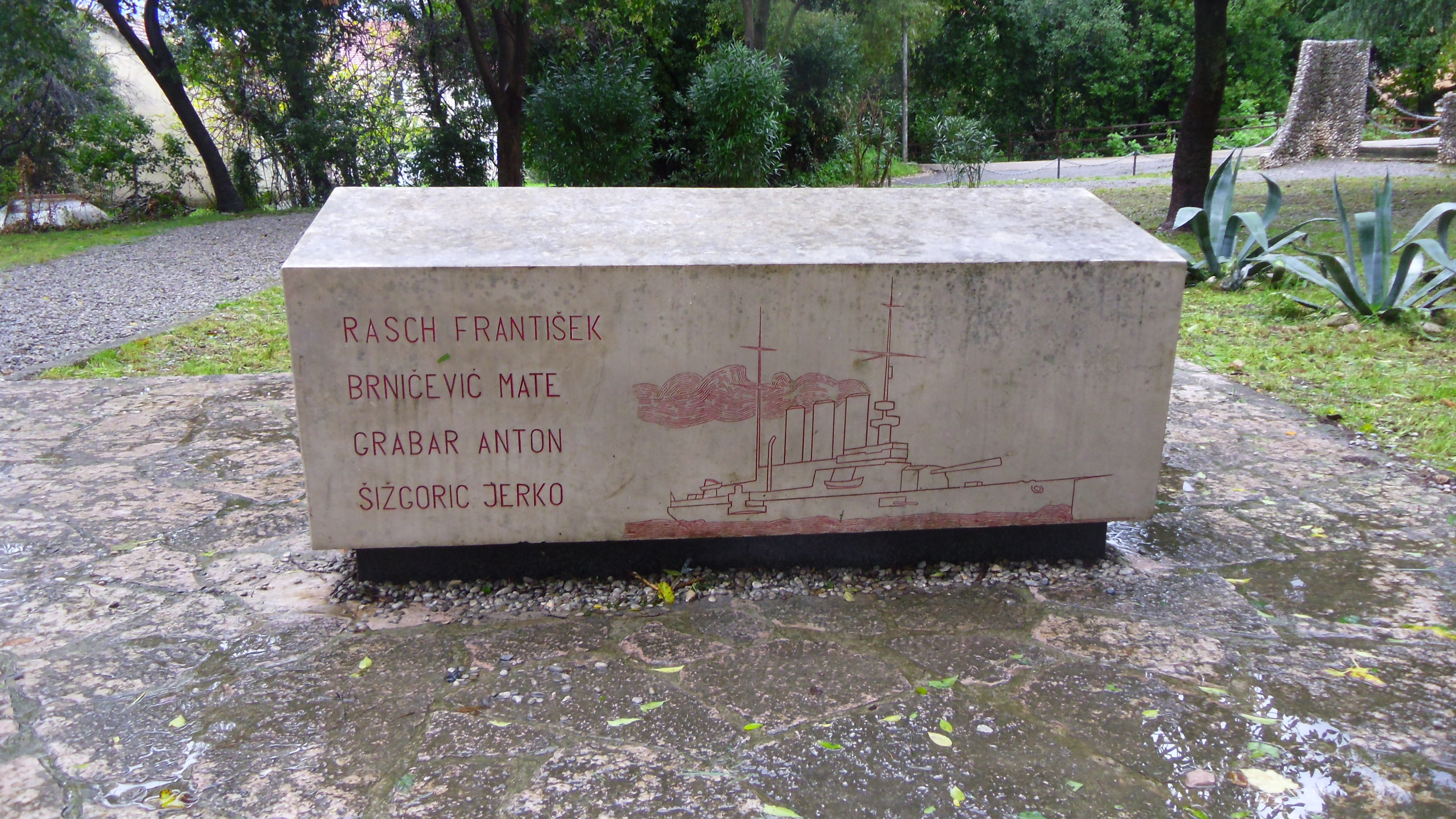
Pierre commémorative au dos avec les noms des personnes exécutées et un relief de "St. Georg".
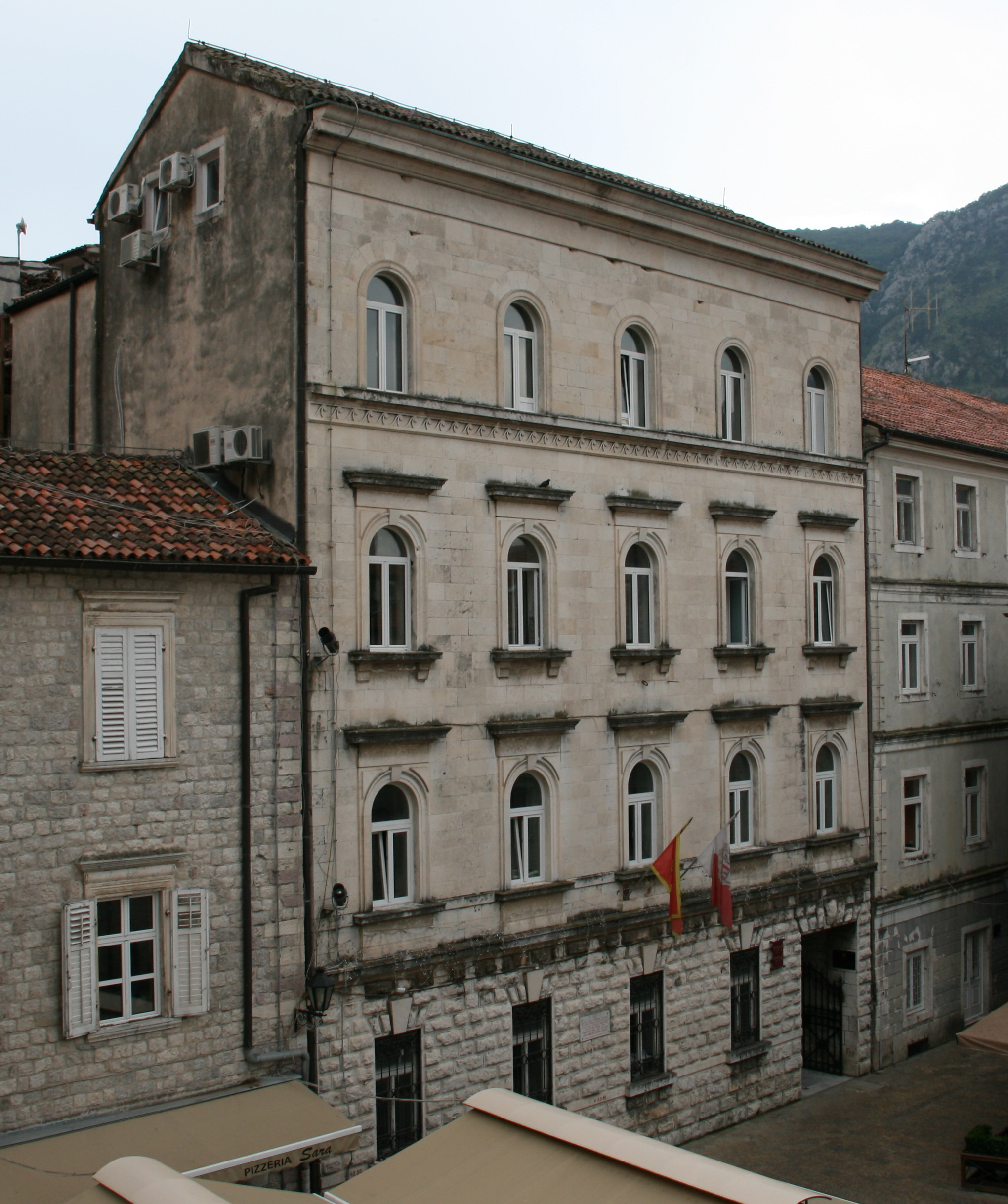
C'est dans ce bâtiment de Kotor qu'a eu lieu la cour martiale de la batterie.
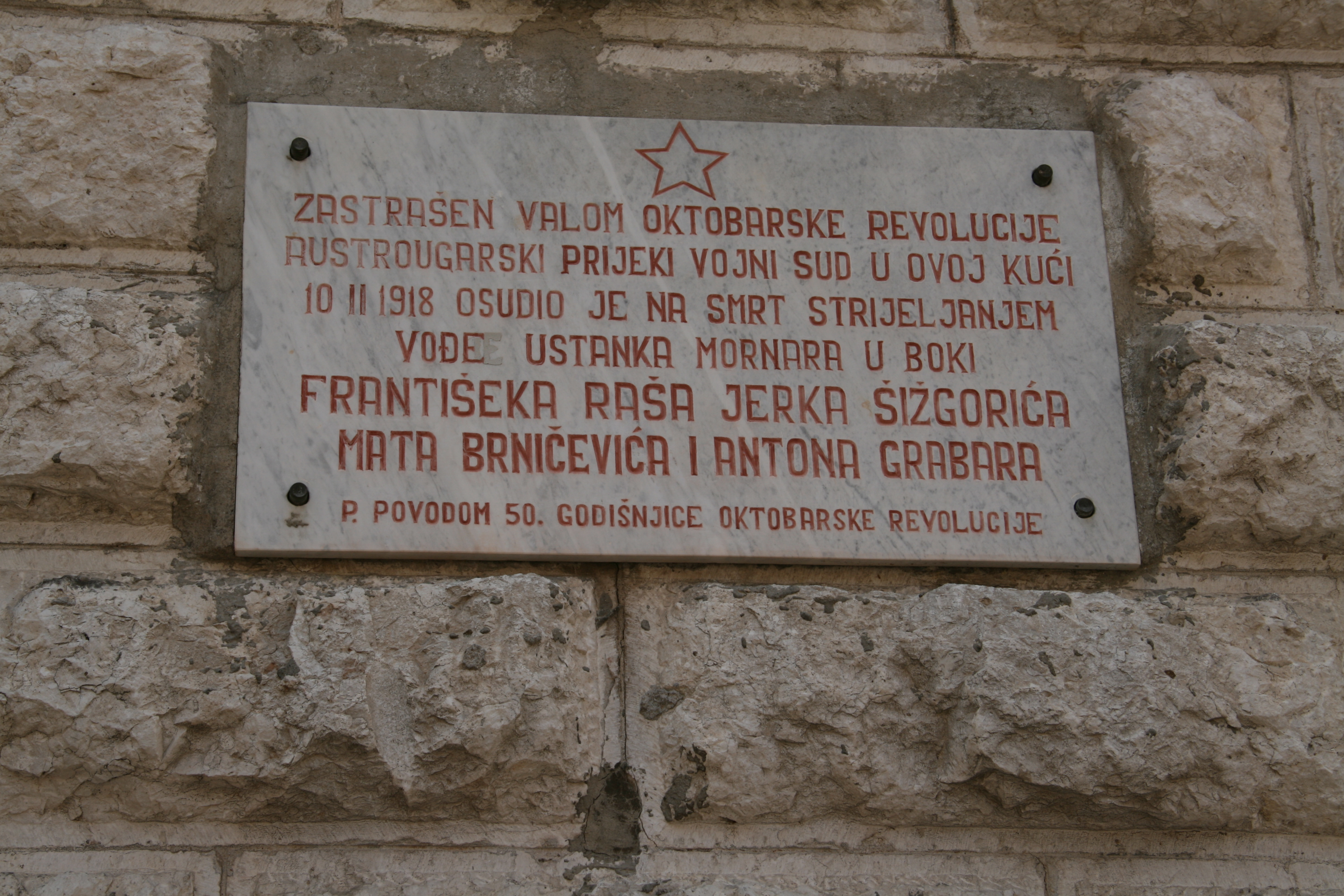
Cette plaque a été apposée sur le bâtiment à l'occasion du 50e anniversaire de la révolution d'Octobre : "Intimidée par la vague de la révolution d'Octobre, une cour martiale austro-hongroise a condamné à mort dans cette maison les chefs de la révolte des marins de la Baie le 10.II.1918."
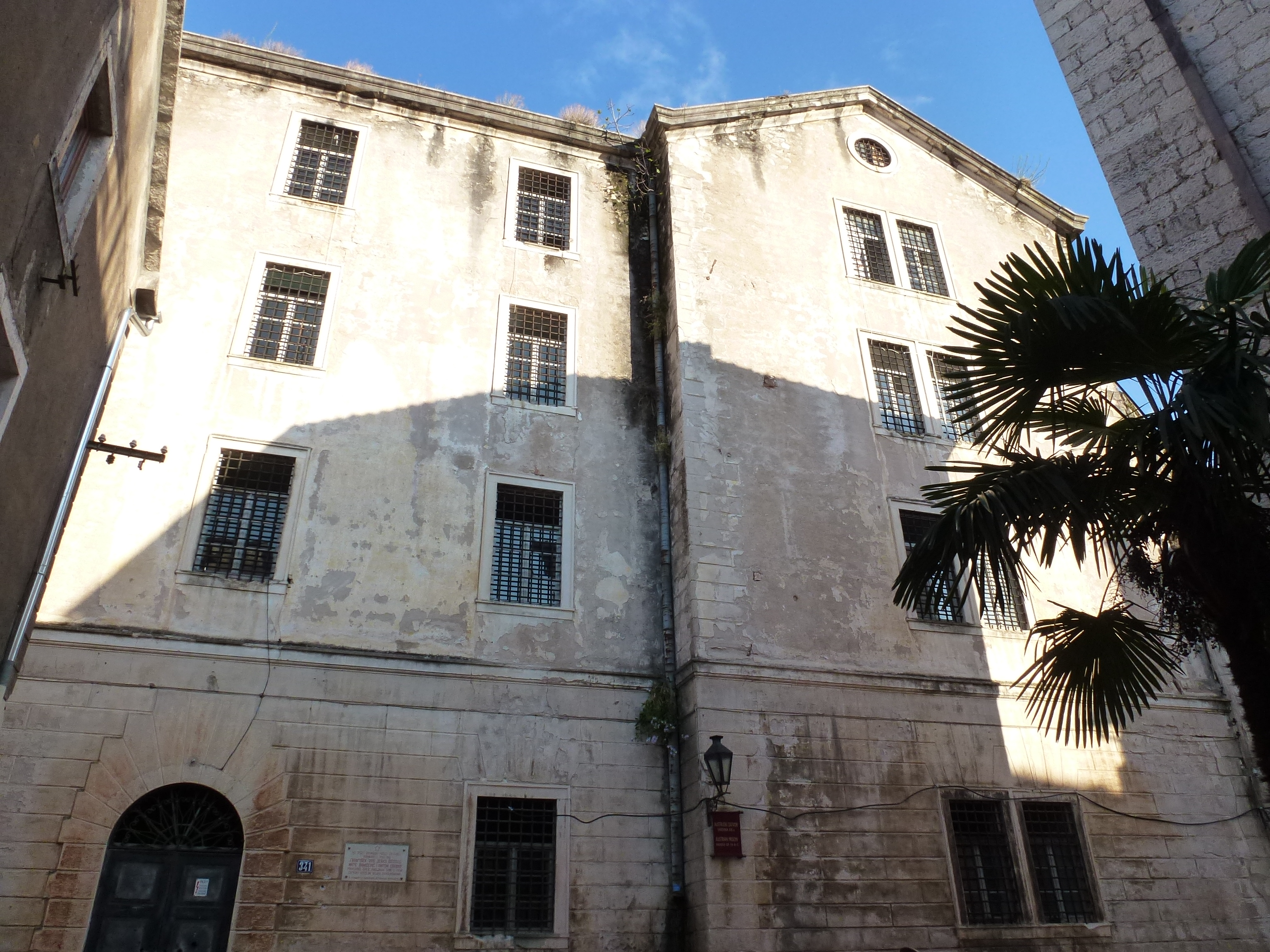
Prison de Kotor, où les condamnés étaient détenus.
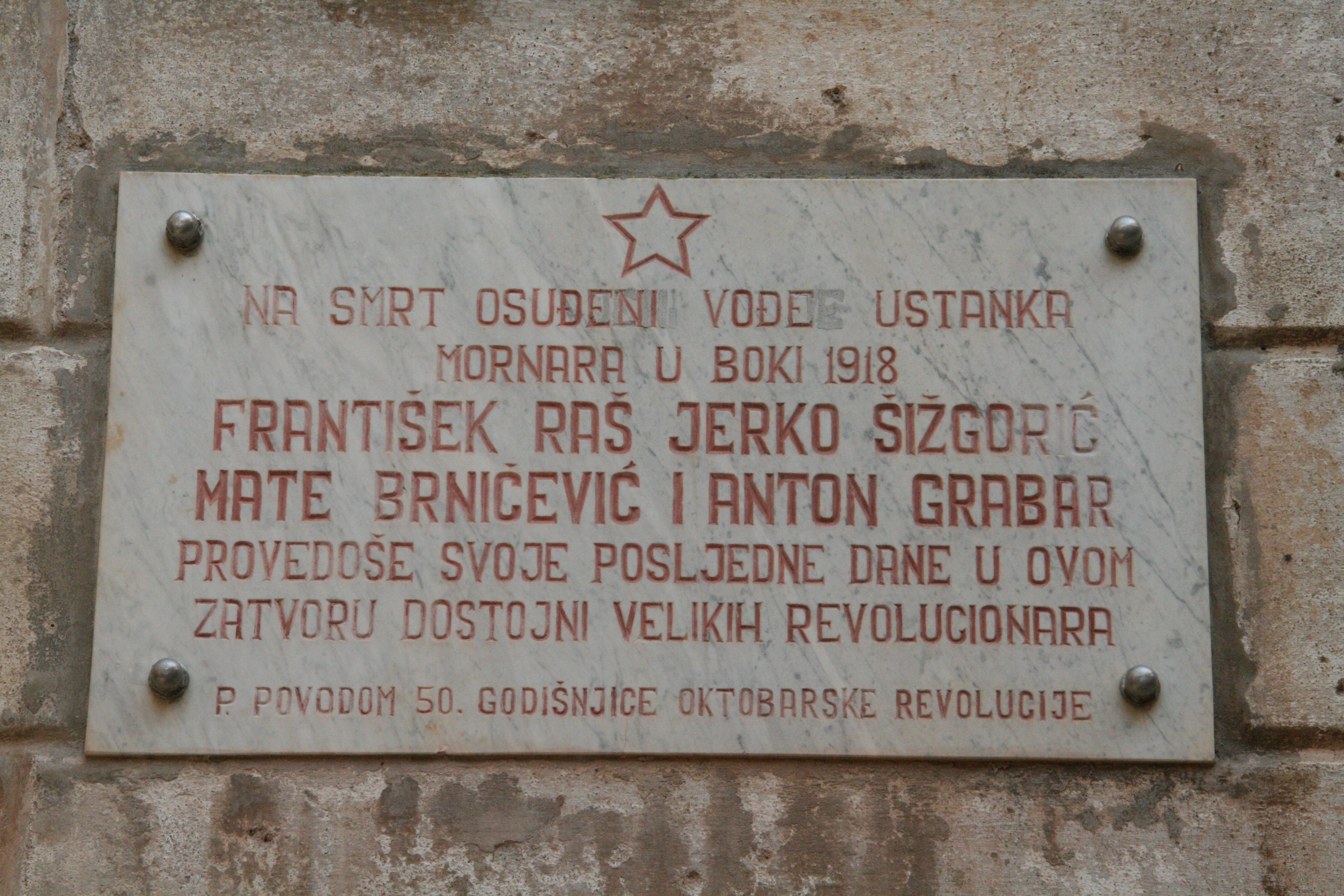
Cette plaque a été fixée au bâtiment à l'occasion du 50e anniversaire de la révolution d'octobre : "Les chefs du soulèvement des marins de 1918, condamnés à mort [noms] ont passé leurs derniers jours dans cette prison, digne des grands révolutionnaires."